# Престројавање
„Престројавање” је југословенски ТВ филм из 1983. године. Режирао га је Марио Фанели а сценарио је написао Казимир Кларић.

## Улоге
| Глумац            | Улога |
| ----------------- | ----- |
| Сабрија Бисер     |       |
| Мира Фурлан       |       |
| Емил Глад         |       |
| Илија Ивезић      |       |
| Ивица Катић       |       |
| Звонко Лепетић    |       |
| Зденка Марунчић   |       |
| Драго Митровић    |       |
| Мустафа Надаревић |       |

Остале улоге  ▼
| Глумац            | Улога |
| ----------------- | ----- |
| Едо Перочевић     |       |
| Гордан Пицуљан    |       |
| Лена Политео      |       |
| Звонимир Торјанац |       |
| Круно Валентић    |       |